# 日本經濟史
本条目對日本的經濟活動的歷史進行簡要概說。

## 大化革新前
公元前3世纪，日本列岛进入「繩文時代」，居民主要从事渔猎，并开始出现手工业制品（繩文陶器，须惠器）。至纪元2世纪，随着亚洲大陆移民的不断迁入，日本开始出现水稻种植、畜牧等农业部门，并发展了手工业，出现弥生陶器。但生产的不发达制约了商品经济的出现与发展。

## 古代

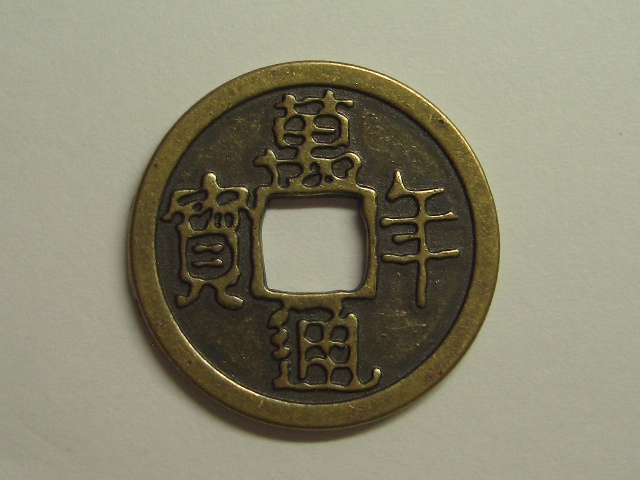
奈良時代的銅幣。

### 农业的发展和最初的貨幣經濟
645年，日本发生「大化改新」，以中国唐代均田制的班田制及对应的户籍制度爲藍本，开始实行公民公地制，由此日本古代国家正式建立。此后的奈良时代，国家经济得到很大发展。当时，日本由中国引入了大量先进的农业技术知識如水车、大型锄、草木灰肥料等等，提高了农田的单位产量。纺织、刀剑铸造、陶器等手工业也开始发展。随着奈良朝廷修建完成「国内七道」，交通大爲改善。此后开始出现商品经济，在畿内地区开始出现大规模的市集。
交易規模的增高使得以物易物的交易方式不再符合經濟發展需求。683年（天武天皇十二年）日本朝廷首次铸造了金属货币富本钱。然而富本钱流通范围仅仅限于大和盆地的飞鸟地区，並未成爲廣泛地域的通貨。后于708年（元明天皇和铜二年），铸造了第一种全国性金属货币和同開珎。和同開珎在日本各地流通并流出海外。
日本的国际贸易于奈良时代初现规模。遣唐使除学习中国唐朝的制度、文化、技术外，也担负官方贸易团的角色，负责采买宫廷、官方需要的唐朝商品，如文具书籍、奢侈品等等，也向唐朝输出和纸等商品。日本也仿照唐朝于九州筑前国太宰府设鸿胪寺负责外交和贸易。另外，东北亚地区兴起的渤海国也同日本展开贸易，向日本输出蜂蜜、人参、毛皮等商品。

## 中世

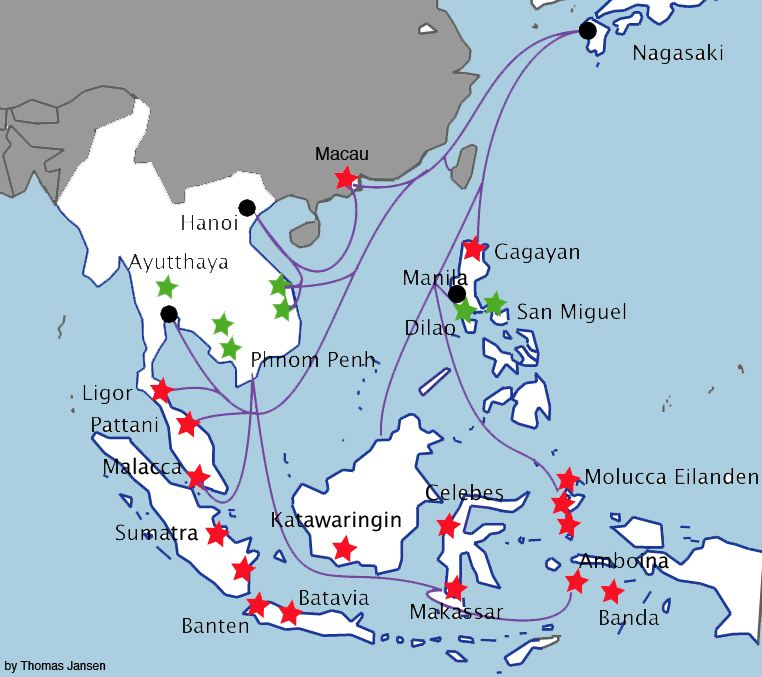
十六世紀日本長崎之海路貿易。

平安時代是一個相當長的和平時期，但在此期間，日本經濟因大化改新时期建立的国有土地制度（班田制）被破坏及由此带来的庄园的兴起而变得转向以农业为主，贸易轉弱，基本成为一個農業國家。由于政府财力因国家对经济控制能力削弱而减弱到公元1000年左右，政府甚至不再發行貨幣，貨幣逐漸消失。當時大米甚至是人們主要的交易媒介。
隨著人丁之增長，商業才於十二世紀才開始復興。而農業、工業技術也有所提高。至十六世紀，日本已開始與安南、呂宋等地進行貿易（參見南蠻貿易）。時歐洲西班牙與葡萄牙東來，亦有與日本貿易。
自豐臣秀吉年代開始，日本政府認為對外貿易可能會為日本政府自身帶來威脅，乃先於1633年正式頒佈鎖國令，再於1639年，只容許日本人在長崎出島進行貿易。

## 江戶時代
江戶時代，德川幕府為方便掌控大局，極力限制階級的流動性，以及人民的地區流動性。所以德川幕府重視農業，希望絕大部分人民維繫在他們的農地上，並且限制商業，任意強令商人向幕府捐獻。而當時幕府的最主要收入是田賦，對外支出也使用大米，而不用黃金，可見它對商業經濟的否定。

## 近代

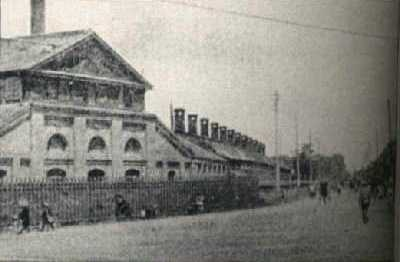
1871年日本東京的工廠

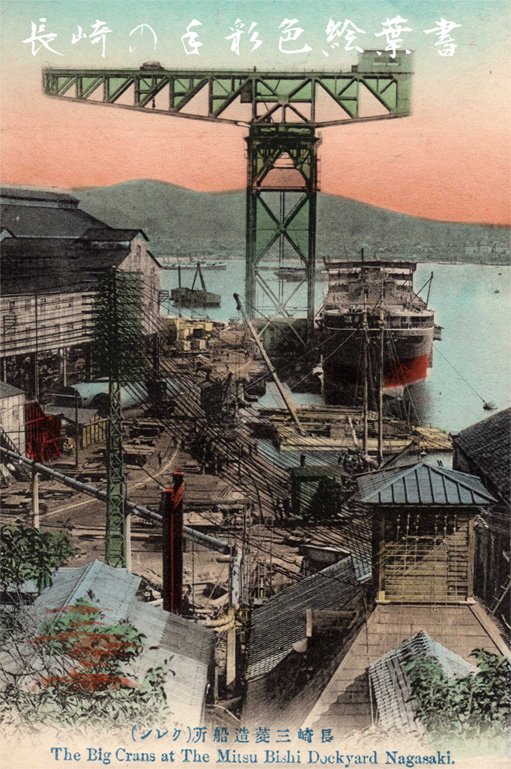
1920年代長崎三菱造船廠

江戶時代早期經濟是以農業為主。但因農業收益低，一到艱難時候，農民會無視將軍的禁令，搬遷到城市裡從事貿易。在十九世紀，日本已逐漸發展出一個龐大的工商業人口，足以抗衡德川幕府之勢力。而地方一些藩士在這段期間，與西方有過交戰經驗，逐漸產生維新思想。這些藩士與一眾工商業人士，開始組織起來，於1866年嘗試與天皇接觸，主張倒幕。1867年，新繼位的明治天皇向倒幕派送去了准許倒幕的密詔。

### 文明開化
明治天皇取得控制大權後，為鞏固其政權，開始大力推行有利於資本主義的明治維新改革。日本開始走入工業化階段，走入強國之林。
明治時代的維新，主要內容如下：
- 引進西方近代工業技術；
- 改革土地制度，廢除原有土地政策，許可土地買賣，實施新的地稅政策；
- 統一關稅；
- 統一貨幣，並於1882年設立日本銀行（國家的中央銀行）；
- 興建新式鐵路、公路，改善各地交通。

當時日本開始出現了數個影響日本經濟深遠的巨無霸公司：三菱、三井和住友。它們直到今天，對日本經濟仍有著深遠影響。

### 兩次世界大戰
爆發在歐洲的第一次世界大戰中使軍需大幅增加，提振了日本經濟。重工業在日本經濟中的位置也因此大幅提升。當時日本開始出現自江戶時代計起的首次貿易順差；而到了1920年代，製造業和礦業在GDP中佔的比重為23%，首度超越農業（21%）。
但1929年，發生了全球性的大蕭條，世界經濟混亂，連帶日本經濟也深受牽連。為了擺脫經濟危機，日本開始實行軍國主義，大規模侵略亞洲諸國，企圖通過軍事工業來帶動整個經濟。當時日本製造業和礦業總值，戲劇性地佔日本GDP超過30%。這是有賴於軍事工業的大規模發展。

## 戰後

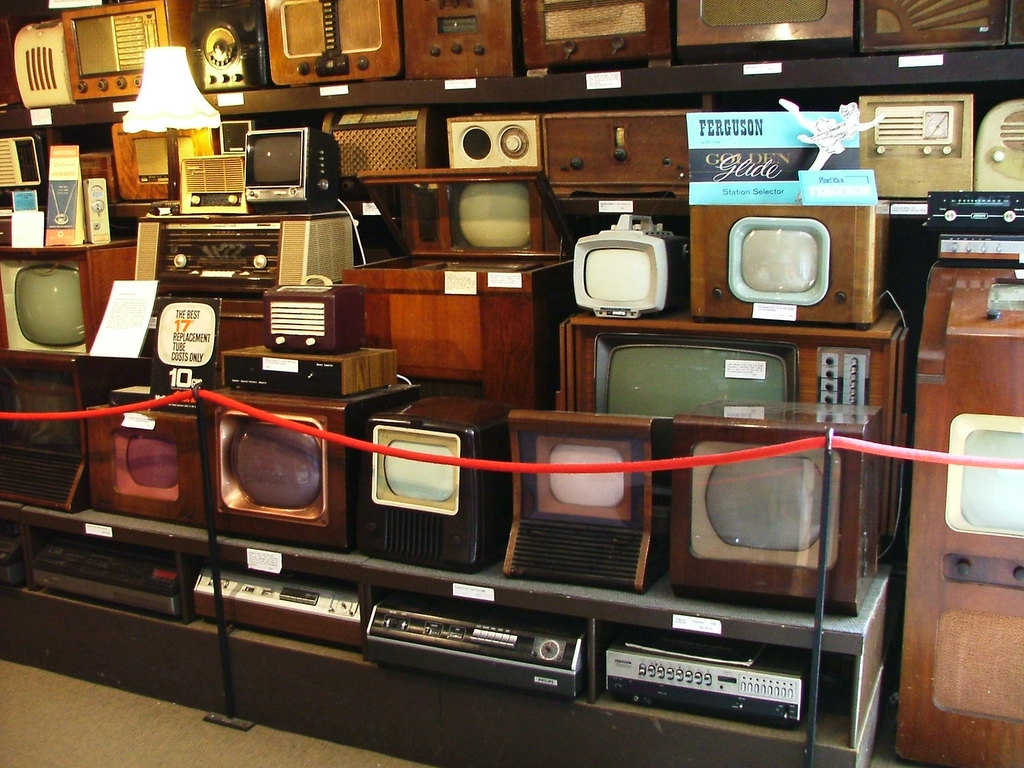
神武景气時代日本生產的電視

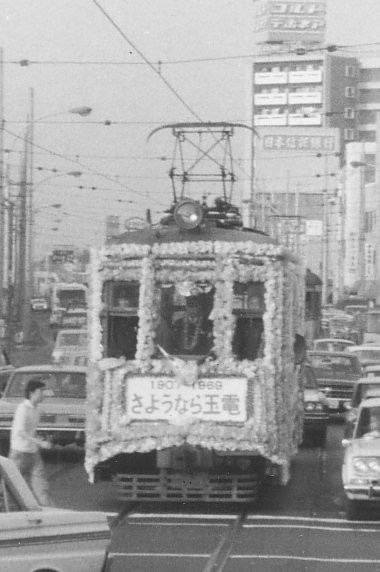
行走日本城市街上的電車

### 復興期
但自1941年太平洋戰爭開始，日本之侵略戰爭陷入膠著狀態。其時通貨膨脹急速，貨幣大幅貶值；而因為日本大量資源被投入軍工生產，日本國內物資嚴重短缺。至1945年日本無條件投降時，日本經濟終告陷入崩潰境地。
自1945年起美國開始向日本提供財政支援，協助日本重建戰後之經濟。這段期間日本致力重建工業，包括鋼鐵、化工等等。1954年「神武景氣」開始，工業生產開始回復到戰前水平。而在1953年到1965年間，日本GDP每年以約9%的速度增長，進入了以制造業為核心的經濟快速增長時期。
這時日本的製造業重心有所轉變，尤其是汽車製造和電子等等，都逐漸在日本經濟取得重要位置。

### 高速經濟成長期
- 1954年 - 1957年 「神武景氣」
- 1957年 - 1958年 「鍋底蕭條」
- 1958年 - 1961年 「岩户景气」
- 1962年 - 1964年 「奧林匹克景氣」
- 1965年 - 1970年 「伊奘諾景氣」

### 安定成長時期
1973年爆發的石油危機，導致日本經濟陷入混亂。1974年，日本出現了戰後第一次經濟負成長，並且出現嚴重的通貨膨脹。這時日本製造業重心再轉移，半導體和集成電路之產業因為能源效益相對較高，而急速成長。只不過這些新興產業並未能改變日本經濟減速之趨勢。由1970年代末至1980年代，日本經濟增長每年僅4%左右，低於六十年代初的9%。日本高速經濟成長時期宣告結束，但在世界經濟體中，日本排列前第二位。
同時，日本長年貿易順差，故此日本與其他國家，特別是與美國的貿易摩擦逐年增加。1985年9月22日，日本被迫簽訂了廣場協議。1980年代後期，日本轉入以內需為主導的經濟成長期，股票價格與土地價格持續大幅上升，是為所謂泡沫經濟。

#### 泡沫經濟
隨著日元大幅升值，引發日元升值萧条。日本政府為了解救因為日元升值而受到打擊的出口產業，開始實行量化寬鬆政策，於是產生了過剩的流通資金。日本國內興起了投機熱潮，尤其在股票交易市場和土地交易市場更為明顯。當時東京23個區的地價總和，甚至達到了可以購買美國全部國土的水平；而地價上升也使得土地所有者的帳面財產增加，刺激了消費慾望，從而導致了國內消費需求增長。日本人從土地交易中獲得的利潤被用來購買股票、債券、海外不動產（如美國洛克菲勒中心）、昂貴的藝術品，以及名貴的奢侈品等等。當時這種資金被稱為「日本錢」（Japan Money）而受到世界經濟的關注和商家的追捧。
1989年12月29日，日經平均指數達到最高38957.44點。

### 长期衰退

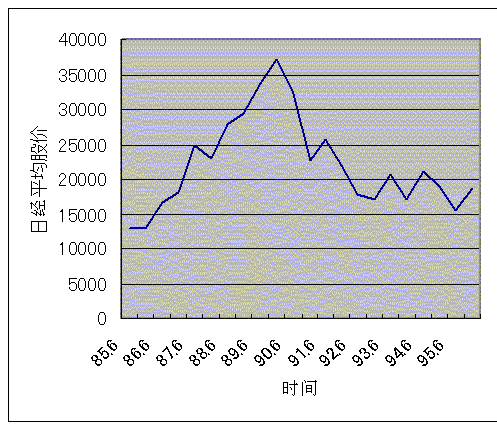
1985年—1995年日经平均股价变动简图

進入1990年後，資產價格大幅下跌，泡沫經濟崩潰，景氣急速惡化。到了1992年3月，日經平均股價跌破2萬點，僅達到1989年最高點的一半，8月，進一步下跌到14000點左右。大量帳面資產在短短的一兩年間化為烏有，消費陷入萎縮。而由於土地價格也急速下跌，由土地作擔保的貸款也出現了極大風險。當時日本各大銀行的不良貸款紛紛暴露，對日本金融造成了嚴重打擊。
整個1990年代，日本經濟都受泡沫經濟的後遺症困擾，被稱為失去的十年。

#### 格差景氣
自2002年起，在外需的提振下，經濟景氣出現好轉，實現了景氣擴張期的最長記錄。但另外一方面，大部分民眾并沒有切實的感受到景氣回復。因為一些人稱這次景氣擴張為「格差景氣」。